# Konceptualna metafora
Konceptualna metafora ili pojmovna metafora predstavlja razumevanje jednog pojma ili pojmovnog domena pomoću drugog pojma ili pojmovnog domena. Pojam ljubavi, tako, možemo razumeti uz pomoć pojma bolesti, kao na primer metaforu LJUBAV JE BOLEST: Razboleo se od ljubavi prema njoj ili Bolesno ga je volela.
Prvi pojmovni domen je izvorni domen i iz njega se uzimaju koncepti sa konkretnim značenjem kako bi se objasnili apstraktni pojmovi iz drugog pojmovnog domena koji se naziva ciljni. Uz pomoć pojmova: razboleti i bolesno koji pripadaju izvornom domenu, ljudi mogu da shvate apstraktni pojam ljubav (ciljni domen).
Metafora LJUBAV JE BOLEST nije reč ili izraz koji se koristi u svakodnevnom govoru. Ona predstavljaja preslikavanje između dva pojmovna domena – izvornog domena bolesti i ciljnog domena ljubavi. Povezivanje ova dva domena je misaoni proces koji je najčešće nesvestan.
Konceptualna metafora zasniva se na misaonom procesu, načinu na koji čovek razume i organizuje pojmovni sistem. To znači da konceptualna metafora ne postoji samo u jeziku, ona se u jeziku javlja u obliku različitih izraza, ali pre svega jeste način na koji čovek posmatra svet oko sebe, način na koji čovek razmišlja. Potvrda za ovakvo gledište nalazi se u nejezičkim realizacijama metafora, na primer, kada u crtanom filmu ili stripu besnoj osobi izlazi para na uši ili kada predmete predstavljamo kao ljude (sa očima, ustima, osećanjima i sl.). Isto tako, skulpture, simboli, filmovi, muzika i slikarstvo podrazumevaju postojanje konceptualnih metafora. Bez njih ljudi ne bi mogli da razumeju značenje koje ovi medijumi prenose. Štaviše, Lejkof i Džonson smatraju da je kognitivni sistem, zahvaljujući kome su ljudi u stanju da misle i vrše različite radnje, u osnovi metaforički. Ovakvo razumevanje metafore se u značajnoj meri razlikuje od razumevanja metafore kao stilske figure. Dok se metafora kao stilska figura posmatra kao ukras koji ulepšava tekst, konceptualna metafora predstavlja mehanizam mišljenja. Mogućnost približavanja načinu na koji ljudi razmišljaju je upravo ono što daje poseban značaj izučavanju konceptualnih metafora.

## Uspostavljanje veze između konkretnog i apstraktnog pojma
,,Po klasičnoj, i najpoznatijoj, teoriji metafore – teoriji poređenja – metafora se stvara na osnovu prethodno postojeće sličnosti između dva pojma. [...] Tako, na primer, metafora ŽIVOT JE KOCKARSKA IGRA (koja se prepoznaje u izrazima kao što su Nije iskoristio životnu šansu, On je veliki blefer, Ona je dobar igrač itd.) omogućava nam da postupke u životu vidimo kao kockarsku igru, a njihove posledice kao dobitke ili gubitke. [...] Lejkof i Džonson podvlače da metafora ima iskustvene osnove: utemeljena je u našem biološkom ili kulturnom iskustvu. Tako, na primer, znamo da, ako dolivamo vodu u čašu, nivo vode raste”. Na osnovu tog odnosa, nastala je metafore VIŠE JE GORE, MANJE JE DOLE, koju prepoznajemo u izrazima Cene su skočile i Vrednost evra je pala.
Primer konceptualne metafore RASPRAVA JE RAT – Pobedio je u argumentaciji, ali samo zato što sam se ja povukao. Njegova taktika je bila toliko razorna da su svi zaćutali. U raspravi je bio jako agresivan, zato je sve zbrisao.
Pojmovi: pobeda, povlačenje, taktika, razorno, agresivan i zbrisati u primerima iznad pripadaju domenu rata. Rat je u ovom slučaju konkretan pojam koji čovek razume iz svog iskustva – bilo da se radi o ličnom iskustvu ili o iskustvu koje se prenosi putem istorijskih udžbenika, (dokumentarnih) filmova, knjiga i priča ljudi koji su preživeli rat. Međutim, rasprava pripada domenu apstraktnog, a da bismo razumeli šta je to rasprava, moramo koristiti konkretne pojmove koji pripadaju nekim drugim domenima, u ovom slučaju domenu rata.
Primer konceptualne metafore LJUBAV JE PUTOVANJE – Njihova veza više ne vodi nikuda osim ako ne nađu način da krenu iz početka. Putevi su im se razdvojili. Idi gde te srce vodi.
Pojmovi: voditi nekuda, krenuti iz početka, ići i razdvajanje puteva pripadaju domenu putovanja. Na osnovu konkretnog iskustva putovanja u svakodnevnom životu, izdvajaju se pojedine karakteristike putovanja koje se sada primenjuju na apstraktni pojam – ljubav, kako bi ljudima taj pojam bio bliži i kako bi ga razumeli i objasnili.
Jedan ciljni domen može se razumeti uz pomoć više različitih izvornih domena i obratno. Tako se, na primer, izvorni domen rata koristi da bi se razumeo i pojam ljubavi, a ne samo pojam rasprave: LJUBAV JE RAT – Osvojio ju je pogledom. Borila se za njega jer ga je volela.
Pojam putovanja se, isto tako, koristi za shvatanje različitih ciljnih domena, a ne samo ljubavi: ŽIVOT JE PUTOVANJE – Napustio je ovaj svet. Morala je to da prevaziđe jer sa životom nije mogla krenuti iz početka. Broj kombinacija izvornih i ciljnih domena nije ograničen, niti se uvek može objasniti na koji način su izvorni i ciljni domen povezani.
Treba imati u vidu da ljudi ne razmišljaju svesno o svim sličnostima koje povezuju konkretni i asptraktni domen kad se spomenu apstraktne reči rasprava ili ljubav, već da oni određene karakteristike konkretnog pojma vremenom nesvesno pripisuju apstraktnom na osnovu neke sličnosti koja postoji između njih. Neke konceptualne metafore su univerzalne i zajedničke svim ljudima, dok su druge velikim delom uslovljene kulturom kojoj pojedinac pripada.
Metaforički proces najčešće se zasniva na principu jednosmernosti. To znači da postoji konceptualni model LJUBAV JE PUTOVANJE i RASPRAVA JE RAT, ali da obrnuti smer – RAT JE RASPRAVA i PUTOVANJE JE LJUBAV uglavnom nije moguć. Ipak, izučavanje konceptualnih metafora i dalje traje, a različiti autori imaju različite stavove o principu jednosmernosti.

## Vrste konceptualnih metafora
Mogu se izdvojiti tri osnovne vrste konceptualnih metafora:
1. Strukturne metafore podrazumevaju da se jedan pojmovni domen objašnjava uz pomoć strukture drugog pojmovnog domena. Primer strukturne metafore: LJUBAV JE PUTOVANJE. U datom primeru pojmovni domen ljubav objašnjava se pomoću strukture pojmovnog domena putovanje.
2. Orijentacione metafore zasnovane su na čovekovoj prostornoj orijentaciji, te samim tim obuhvataju pojmove: gore-dole, unutra-spolja, napred-nazad, duboko-plitko i drugo. U ovu grupu spadaju metafore: SREĆA JE GORE ili DOBRO JE GORE odnosno TUGA JE DOLE ili LOŠE JE DOLE. Primeri orijentacionih metafora: To mu je podiglo raspoloženje. Lebdeo je od sreće. Nemoj se spuštati na taj nivo[3].
3. Ontološke metafore podrazumevaju da događaje, osećanja, aktivnosti i sl. doživljavamo kao entitet ili kao supstancu. Ako nešto doživljavamo kao entitet, onda možemo da identifikujemo njegove karakteristike, da ga merimo ili/i da ga vidimo kao uzrok nečega[3]. Primer ontološke metafore: SIROMAŠTVO JE ENTITET – Siromaštvo je krivo za našu nesreću. Siromaštvo je dostiglo velike razmere, moramo ga smanjiti. Borimo se protiv siromaštva svaki dan.

## Univerzalnost kognitivnih metafora
S obzirom na to da konceptualne metafore velikim delom zavise od kulture i iskustva koje čovek ima u okviru svoje kulture, postavlja se pitanje da li postoje neke konceptualne metafore koje su zajedničke pripadnicima različitih kultura (različite kuture najčešće podrazumevaju i različite jezike). 
Mogućnost postojanja univerzalnih konceptualnih metafora zasnovana je na dve pretpostavke:
1. Pretpostavlja se da svi jezici imaju iste konceptualne metafore za sreću, vreme i druge fenomene koji su opšti (ne zavise od kulture) i zajednički svim ljudima[7].
2. Pretpostavlja se da jezici pozajmljuju konceptualne metafore iz drugih jezika[7].

Na pitanje o univerzalnosti metafora je teško odgovoriti s jedne strane zbog toga što se radi o načinu mišljenja i apstraktnom pojmu, a s druge strane zbog toga što ima mnogo jezika na svetu 4000-6000.
Jedno istraživanje potvrdilo je da metafora BES JE VRUĆA TEČNOST U SADRŽATELJU postoji u tipološki različitim jezicima i jezicima koji nisu genetski povezani. Ona je pronađena u engleskom, mađarskom, japanskom, kineskom, zuluu, poljskom, volofu i tahićanskom. Neki naučnici (Kövecses) smatraju da je ova metafora univerzalna zato što proističe iz čovekove fiziologije. To znači da ona više zavisi od čovekovog iskustva sa sopstvenim telom, nego od kulture kojoj pojedinac pripada. Osećanje besa zajedničko je svim ljudima tj. svi ljudi imaju iskustvo u povišenoj temperaturi tela, povišenom pritisku i bržem radu srca kada osećaju bes.

## Metafore u književnim delima
Veoma je važno razlikovati pojam metafore kao stilske figure i pojam konceptualne metafore kao načina mišljenja. Glavna razlika je u tome što se upotreba metafore kao stilske figure čini svesno tj. pesnik ili pisac želi da se izrazi drugačije i zatim traži način na koji može iskazati svoju misao. U svakodnevnom govoru, ljudi nesvesno koriste metafore kako u aktivnoj upotrebi jezika, tako i u razumevanju tuđih iskaza. Jedno od važnih pitanja za kognitivnu lingvistiku je i koji je odnos između ova dva tipa metafora. Jedno gledište zastupa ideju da su metafore kao stilske figure deo konceptualnih metafora, dok drugo ističe razdvojenost ova dva tipa metafora.